# تباين بيئي نموذجي
في الوراثيات السكانية، التباين البيئي النموذجي (بالإنجليزية: Ecotypic variation)‏ هو نوع الاختلاف الجيني الموجود في عدد من السكان في منطقة جغرافية. وهو تباين في تفرعات الأنواع تبعاً لاختلاف الظروف البيئية. التباين البيئي النموذجي ممكن، لكن ليس بالضرورة على أساس جيني.